# スタペリア属
スタペリア属（スタペリアぞく、学：Stapelia）は、キョウチクトウ科（ガガイモ科）ガガイモ亜科に含まれる属の一つ。多肉植物として日本で栽培される事がある。

## 概要
南部アフリカにかけて幅広く自生する多年草で、インド、ケニア、タンザニアに帰化している。サボテン科やユーフォルビア属に似た草姿を持つ。花は合弁花で大きく5裂し、まるでヒトデの様な形状をしている。花の表面部分には斑模様があり、花色と同じ色の細い毛で表面が覆われている。花は茎の途中から花茎を出して咲かせるが、かなり茎の下側に花茎が付く場合が多く、地面に張り付くように花が咲いている場合が多い。花色は赤茶色、ベージュ色などがある。開花期は5〜10月である。花は虫媒花で強い腐敗臭を放つ。これは送粉者がハエのためであり、ハエが卵を産み付け、ウジが産まれるとウジが花の上で動き回って、受粉する仕組みとなっている。葉は退化しており、茎に含まれる葉緑素のみで光合成をおこなう。形状は4つの稜があり、稜線状には白色のいぼ状が等間隔に並んでいる。茎は上部へ盛んに分枝し、密生（叢生）する。

## 栽培方法
成長期は4〜11月で暑さ及び乾燥には相当強い。ただし加湿を嫌うので梅雨時期には雨に長時間当てないように栽培環境に気を付ける。ある程度株が成熟すると花を咲かせるが前節で述べた通り、花には相当腐臭が伴うので気になるなら切っても良い。茎にサボテンの様なイボ（※棘座‐しざ、と言う）があるが、針は生えていないので触っても問題無い。耐寒性は低く最低5℃以上は必要である。
属名Stapeliaの由来は、オランダ人医師且つ植物学者のヨハネス・ファン・スタペル（Johanes van stapel）にちなむ。

## 下位分類

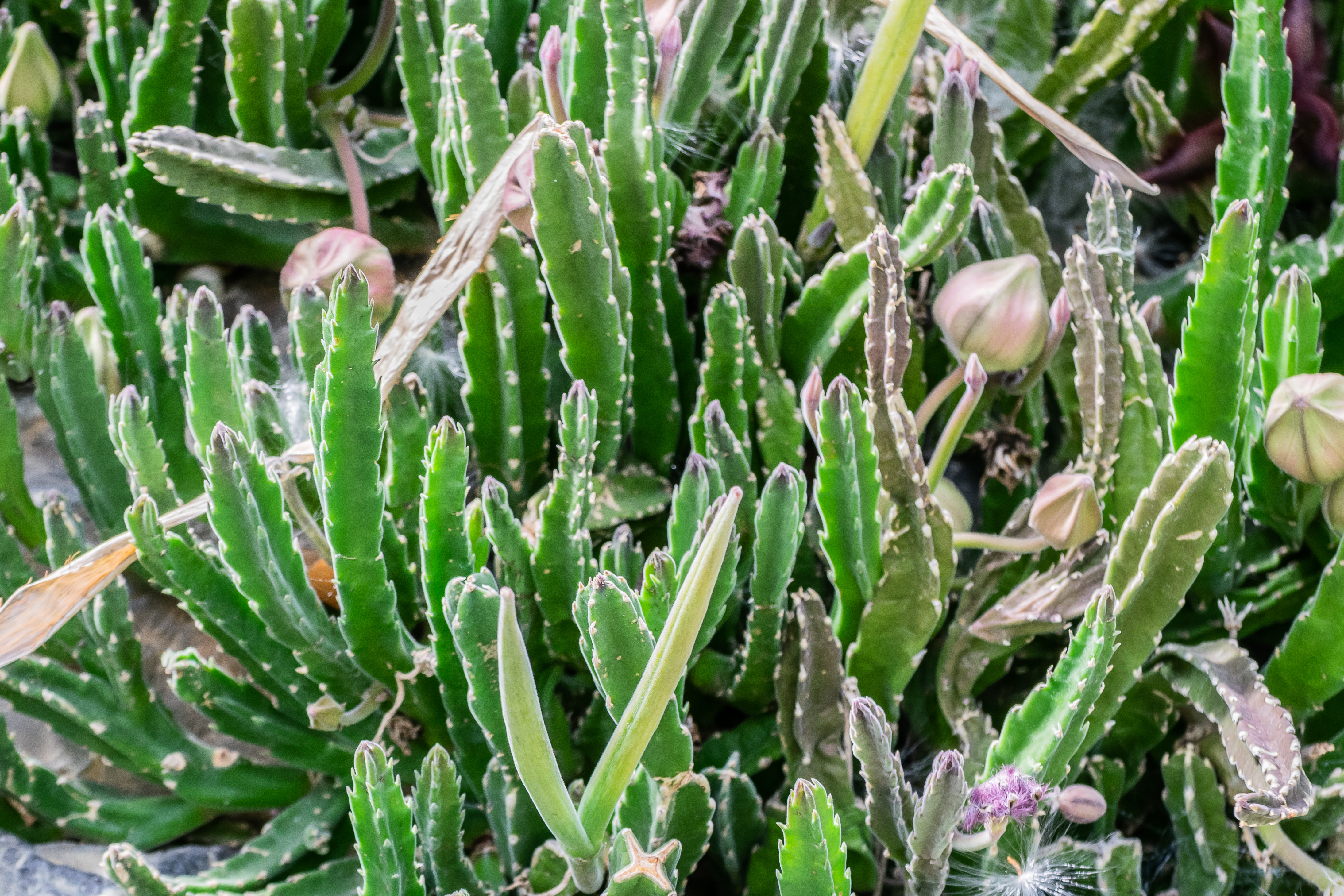
英犀角

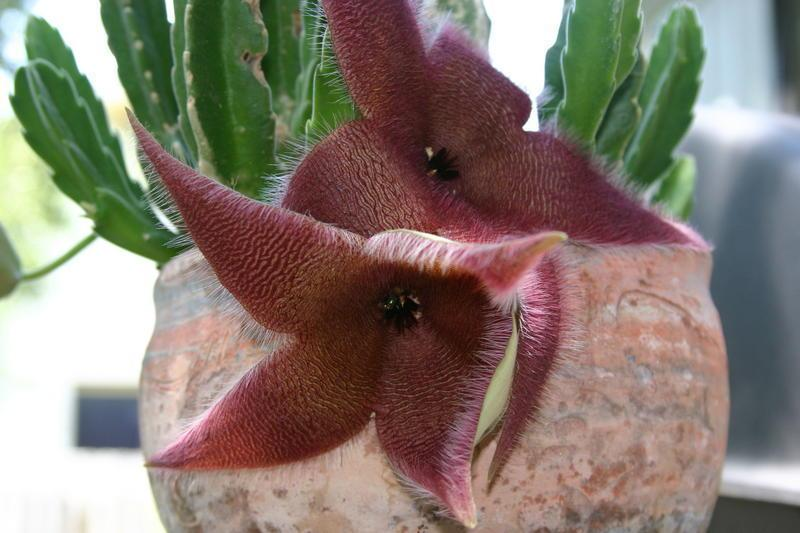
大花犀角

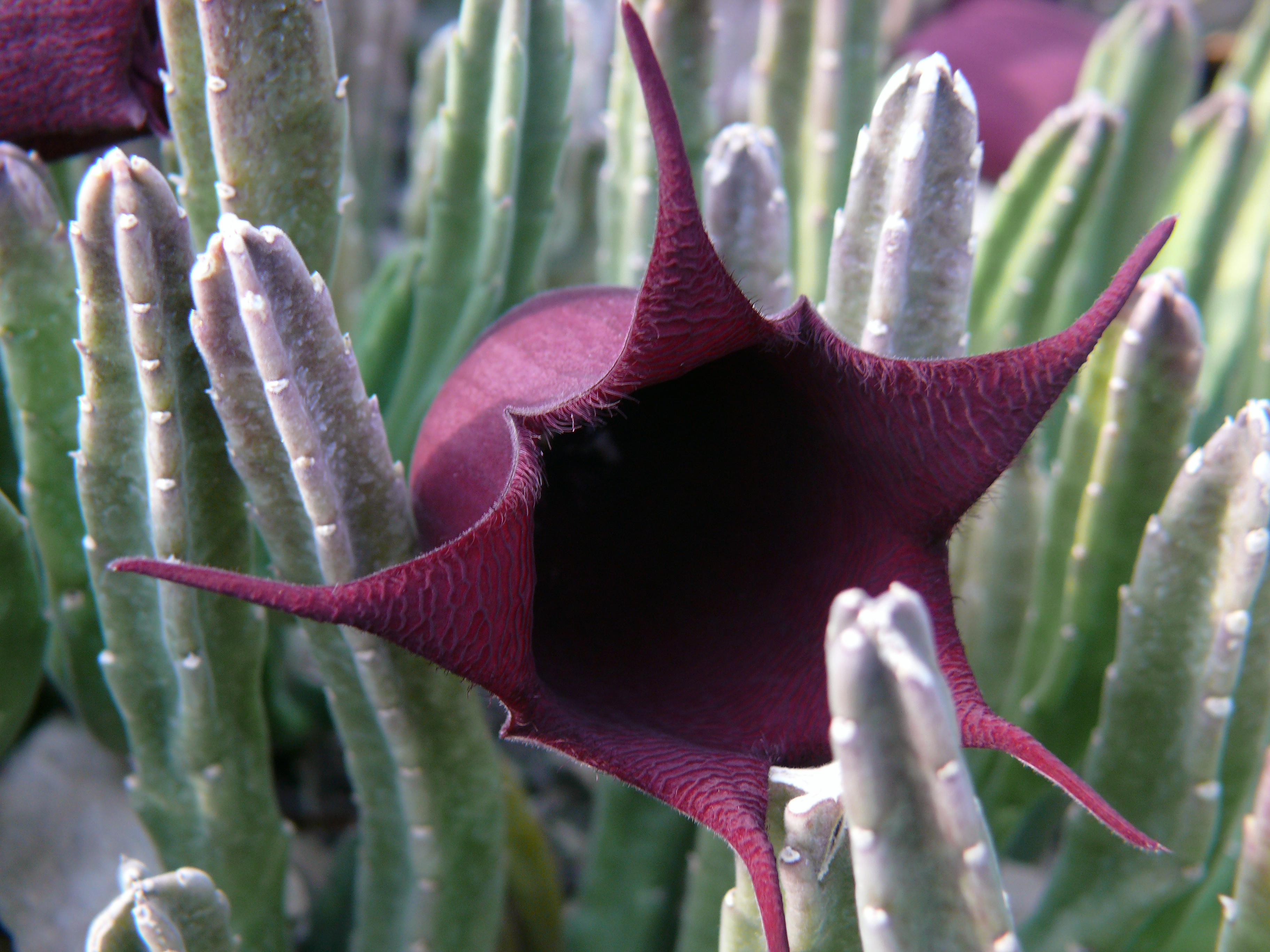
鐘楼閣

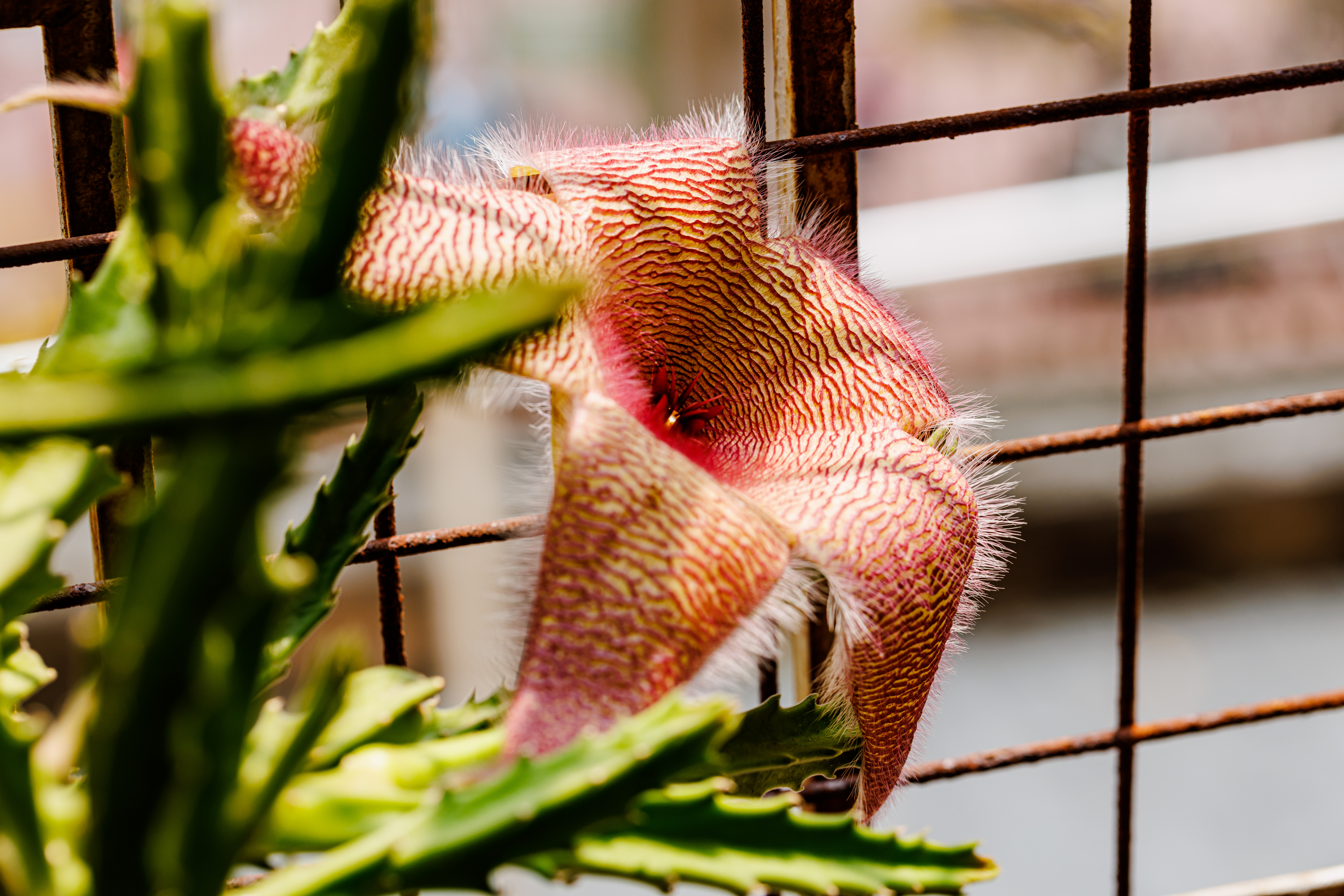
大犀角

スタペリア属は30種類程度が認められる。

### 栽培される種
- 英犀角【えいさいかく】

　（Stapelia hirsuta）
南アフリカ共和国、ナミビアに自生する種類。砂漠または棘を持った灌木が疎らに自生する乾燥地帯に自生する。
- 大花犀角【おおばなさいかく】

　（Stapelia grandiflora）
南アフリカ共和国に自生し、乾燥地または亜熱帯地域に自生する。名の通りとりわけ大きな花を咲かせるのが特徴。
- 鐘楼閣【しょうろうかく】

　（Stapelia leendertziae）
南アフリカ共和国の北西部の亜熱帯地域に自生する。花は大きく開かず、釣鐘状の形状の花が咲く。
- 大犀角【だいさいかく】

　（Stapelia gigantea）
ジンバブエ、ボツワナ、モザンビーク周辺の南部アフリカに自生する種。花は大きく5裂開し、スタペリア属の花では大きく目立つ花を咲かせる。
- スタペリア・コンシンナ

　（Stapelia concinna）
南アフリカ共和国の亜熱帯または乾燥地帯に自生する。茎の稜線には多くく凹凸が認められる。
- スタペリア・ピランシー

　（Stapelia pillansii）
南アフリカ共和国の亜熱帯または乾燥地帯に自生する。茎は細く毛に覆われる。
- 闇犀角 - あんさいかく（Stapelia ambigua）
- 翁犀角 - おうさいかく（Stapelia senilis）
- 擬牛角 - ぎぎゅうかく（Stapelia hanburyana）
- 紅犀角 - こうさいかく（Stapelia margarita）
- 高天閣 - こうてんかく（Stapelia gettleff）
- 虎犀角 - こさいかく（Stapelia schinzii）
- 黒犀角 - こくさいかく（Stapelia flavirostris）
- 紫水角 - しすいかく（Stapelia olivacea）
- 星天閣 - せいてんかく（Stapelia engleriana）
- 多彩閣 - たさいかく（Stapelia deflexa）
- 帝王犀角 - ていおうさいかく（Stapelia nobilis）
- 蛮翠角 - ばんすいかく（Stapelia youngii）

- 夜犀角 - やさいかく（Stapelia berlindensis）